# Estatus de las islas Malvinas

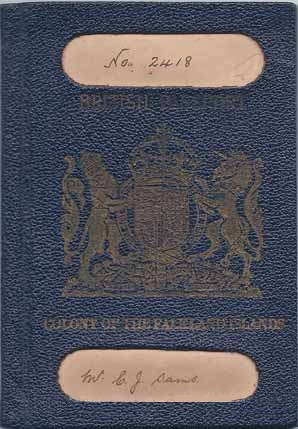
Portada de un pasaporte británico para la colonia de las islas de 1947.

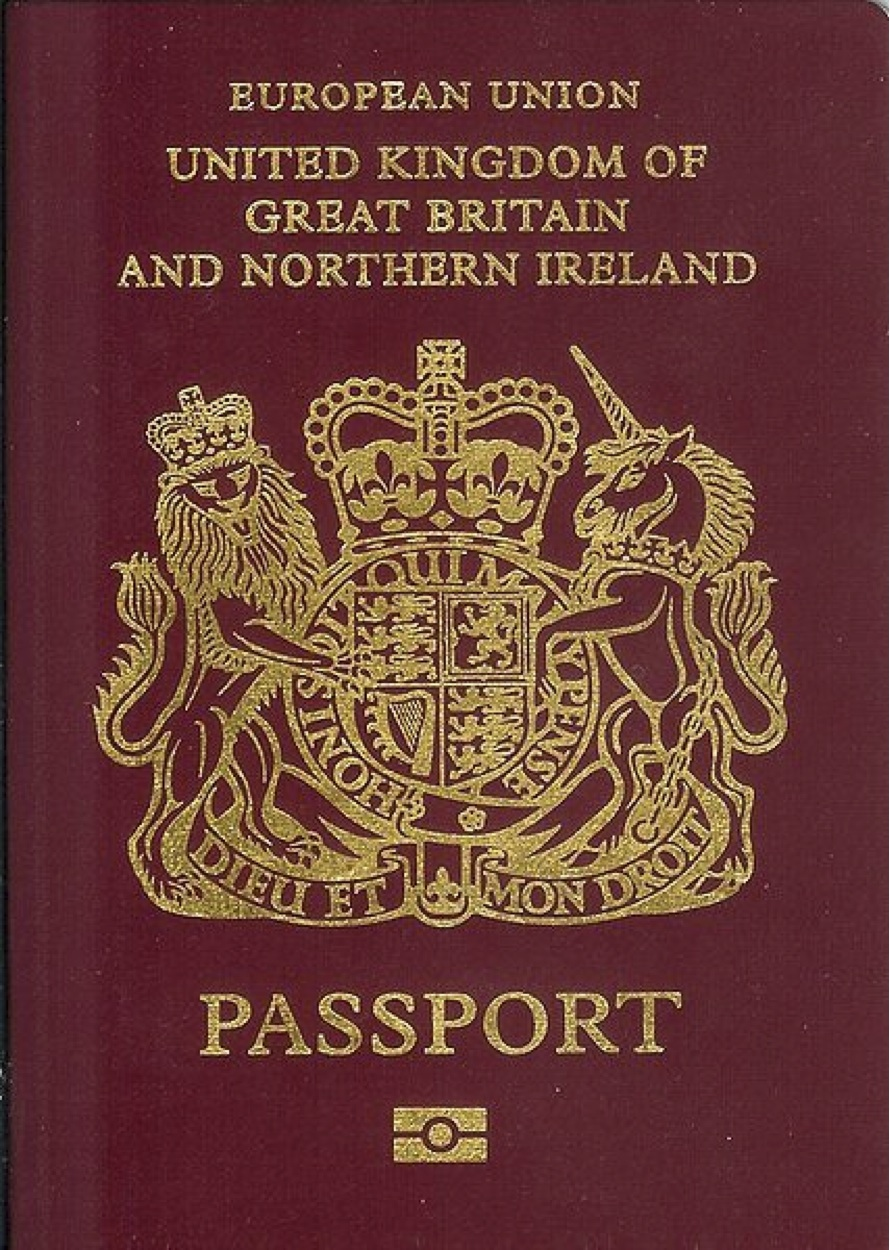
Portada del pasaporte británico, utilizado actualmente.

El Estatus de las Islas Malvinas (en idioma inglés: Falkland Islands Status) es un estatus legal del gobierno del territorio británico de ultramar de las Islas Malvinas definido por el artículo 22 (5) de la Constitución de las Islas Malvinas y la Ordenanza del Falkland Islands Status de 2007, que se considera que es lo más cercano a la ciudadanía que puede otorgar el gobierno británico de las islas. Las personas que gozan del estatus son consideradas como pertenecientes a las «Falkland Islands». La persona a la que se le otorga esta categoría tiene derecho a residir en las islas, figura en el Registro Electoral para votar o ser electo a cargos públicos y no puede ser sometida a controles migratorios.
El Consejo Ejecutivo de las Islas examina las solicitudes de estatus cuatro veces al año, en enero, abril, julio y octubre y asesora al Gobernador en cuanto a si pueden o no ser aceptados. Si la aplicación tiene éxito, el solicitante tiene el derecho de apelar ante la Corte Suprema de las islas.
Esto se aplica para residentes británicos y extranjeros que se establecen en las Malvinas. Los ciudadanos del Reino Unido que han obtenido el estatus de residentes en las islas son conocidos como belongers. Según el censo de 2012, que indicó que el 70% de la población isleña ostenta el estatus, la mayoría de las personas que lo poseen son ciudadanos británicos de las islas, del Reino Unido o de la isla Santa Elena. El 11% restante proviene de otros 58 países, incluyendo 18 ciudadanos argentinos.

## Elegibilidad

### Antes de 2009
Antes de la entrada en vigor de la actual Constitución de las islas el 1 de enero de 2009, el estatus fue definido en 1997 por la Corona Británica «en ejercicio de los poderes otorgados por las British Settlements Acts de 1887 y 1945», suscribiendo una enmienda a la Constitución de las Islas de 1985 estableciendo que solo pueden gozar del «estatus» de «persona perteneciente a las islas Falkland (Malvinas)»:
- Un ciudadano nacido en las Islas Malvinas; o
- Un ciudadano nacido fuera de las Islas Malvinas

- cuyo padre o madre fuera malvinense; o
- que está domiciliado en las islas y cuyo padre o madre se convirtió, mientras residía en las islas, en un ciudadano en virtud de haber sido naturalizado o registrado como tal o como súbdito británico o como un ciudadano del Reino Unido y sus Colonias; o

- Un ciudadano en virtud de haber sido naturalizado o registrado, mientras residía en las islas; o
- Un ciudadano de la Mancomunidad Británica de Naciones que está domiciliado en las Islas que, o bien

- era residente habitual en las Malvinas durante siete años inmediatamente anteriores al 1 de septiembre de 1997; o
- se ha concedido esta condición en virtud de las disposiciones de una Ordenanza que prevea la concesión de dicho estatuto a los ciudadanos de la Mancomunidad que han tenido su residencia habitual en las Malvinas por un período de al menos siete años y no ha, de conformidad con las disposiciones de esa Ordenanza, perdido o sido privado de tal condición; o

- El cónyuge, viuda o viudo de una persona tal como se menciona en los apartados anteriores de este inciso y en el caso de un cónyuge, que no esté viviendo aparte de su esposo o su esposa, según sea el caso, bajo un decreto de un tribunal competente o una escritura de separación; o
- Sean menores de dieciocho años, e hijo, hijastro o hijo adoptado de una manera reconocida por la ley, de una persona, tal como se menciona en los párrafos anteriores de este apartado.

### Después de 2009
En la sección 22 (5) de la actual constitución británica de las islas, una persona aquiere el estatus si:
- Ya lo tenían antes del 1 de enero de 2009:

- en virtud del artículo 17 (5) incisos  (a), (b), (c), (d) (i) o (f) de la antigua Constitución; o
- en virtud del artículo 17 (5) (inciso e) de la antigua Constitución;

- como cónyuge, y la persona que no vive separado de su esposa o su esposo bajo un decreto de un tribunal competente o una escritura de la separación; o
- como viuda o viudo, y la persona no ha vuelto a casar; o

- una persona que nació en las Malvinas, que era un ciudadano al nacer y cuyo padre o madre era residente permanente en las islas en el momento del nacimiento de la persona; o
- una persona que nació fuera de las islas, que era un ciudadano al nacer y cuyo padre o madre era residente permanente en las Malvinas en el momento del nacimiento de la persona; o
- un ciudadano nacido en o fuera de las islas cuyo padre o madre en el momento del nacimiento de la persona que tenía el estatus de las Malvinas y fue permanentemente residente en las islas; o
- un ciudadano que nació fuera de las islas cuyo padre o madre fueran malvinenses y tenían el estatus en el momento del nacimiento de la persona; o
- una persona que se le ha concedido el estatus en virtud de una ordenanza que prevé la concesión de esa condición a las personas que han sido residentes habituales en las islas por un período de al menos siete años, o en un plazo no superior a siete años como la Ordenanza puede prescribir, y no ha, de acuerdo con esa Ordenanza, perdido o ha sido privado de tal condición.
- una persona es menor de dieciocho años, y es hijo, hijastro o hijo adoptivo de una manera reconocida por la ley, de una persona que ostente el estatus.

En el artículo 22 (7) también se indica que podrán postularse para obtener el estatus, obteniéndolo mediante una Ordenanza, las personas que hayan residido en las islas por siete años o un período que no los exceda, y sean ciudadanos de los territorios británicos de ultramar. Si alguno de los postulantes ostenta alguna de las características anteriores, pero no se le otorgó el estatus, igualmente obtiene un derecho permanente para residir en las islas. Las personas que cumplen alguno de los primeros cinco incisos obtienen el estatus de forma automática, siendo primordial ser ciudadano británico. Las esposas y las personas naturalizadas deberán postularse para obtener el estatus.
La legislación colonial, indica que ser ciudadano significa ser ciudadano del Reino Unido o de Territorios Británicos de Ultramar, o que haya sido ciudadano del Reino Unido y Colonias, de Territorios Dependientes o ser súbdito británico.

### Remoción o pérdida
El estatus puede ser revocado por las autoridades coloniales si la documentación presentada o la solicitud para el estatus sean falsas. También si una persona es declara culpable por un delito, con una pena de 12 meses o más; o si la persona se ausenta más de dos años de las islas sin causa justificada (ya sea médica, educativa, laboral o incluso militar); si la persona pierde la residencia o si obtiene una nueva nacionalidad de un país fuera de la Mancomunidad Británica de Naciones. Las personas que obtuvieron el estatus por matrimonio lo pueden perder en caso de divorcio o viudez.

## Ceremonias
Desde 2007, todos los nuevos solicitantes del estatus de las islas Malvinas, si su solicitud es aceptada, deben asistir a una ceremonia de estado y hacer un compromiso con las autoridades coloniales, de la siguiente manera:

I [name] pledge my loyalty to the Falkland Islands and will respect its rights and freedoms. I will uphold its democratic values. I will obey its laws and fulfil my duties and obligations under its Constitution.

Yo [nombre] prometo mi lealtad a las Islas Malvinas y respetaré sus derechos y libertades. Voy a defender sus valores democráticos. Voy a obedecer sus leyes y cumplir con mis deberes y obligaciones en virtud de su Constitución.

Las ceremonias son presididas por el gobernador británico y tienen lugar en el mes de la aprobación de la solicitud. La primera ceremonia tuvo lugar el 17 de agosto de 2007.

## Uso del estatus para el control migratorio
La exigencia de la ciudadanía británica y las restricciones al estatus de las Malvinas no existían hasta 1997. El legislador Mike Summers declaró que el requerimiento surgió por la necesidad de «subrayar lo británico de las islas» y para «evitar la posibilidad de habitantes cuyo único pasaporte provenga de un país enemigo», haciendo referencia a la República Argentina, país que reclama la soberanía de las islas. Queda en evidencia la existencia de un control migratorio para evitar la radicación de ciudadanos argentinos. Otras motivaciones surgen por el temor al deterioro del nivel de vida de las islas ante el ingreso de un número indeterminado de personas.

El carácter trasplantado de los habitantes de las islas a través de un control migratorio cerrado y poco transparente tiene el único objetivo de mantener la ocupación ilegal de las islas. El Reino Unido promueve la inmigración de población británica, de sus colonias, excolonias o miembros del Commonwealth principalmente a través de dos herramientas como son su política de enajenación de tierras y el llamado “Falkland Status” (...) Este último es concedido directamente por un colega suyo del Foreign Office, el “gobernador” colonial que representa a la Corona británica en las islas. Es este funcionario colonial quien concede esta categoría que permite residir, votar y hasta ser electo para cargos públicos. Todo ello hace que, en la práctica, el 90% de los habitantes sea de nacionalidad británica, miembros del Commonwealth o territorios dependientes del Reino Unido.
Ariel Basteiro, Embajador de Argentina en Bolivia

El gobierno argentino insiste en que el gobierno del Reino Unido «controla» la demografía de las Malvinas, ya que una pequeña parte de los que viven en las islas nació allí y el resto son británicos o de otras colonias, además de que se prohíbe el acceso a los argentinos.
En caso de no poder pedir el estatus o no tener la calificación adecuada, el gobierno colonial otorga permisos de trabajo, o sino las personas pueden postularse para obtener la residencia permanente. En el caso de los permisos de trabajo, generalmente se recluta personal del Reino Unido, Santa Elena, Australia o Nueva Zelanda «para los puestos que no puedan ser cubiertos por los residentes» con contratos a plazo fijo. Los permisos deben ser obtenidos por el empleador antes de ingresar a las islas. El censo de 2012 indicó que el 21% de la población tiene permisos de trabajo, y el 4,3%, permisos de residencia permanente. El permiso de residencia permanente existe desde la Ordenanza sobre Migraciones de 1987.
El estatus de las Malvinas es complementado por la política llevada a cabo para la adquisición de tierras y propiedades de inmuebles en las islas. Solo los residentes pueden adquirir tierras e inmuebles sin la autorización del gobernador. Para los no residentes, en 1999 se estableció una Ordenanza de Tierras que establece en su artículo 4 (1):

...es ilegal que una persona que no es residente en las Falkland Islands [Malvinas] no esa tratada como residente de las Falkland Islands [Malvinas] en virtud de la presente Ordenanza, adquiera o pretenda adquirir para su propio beneficio tierras o un derecho real sobre inmuebles en las Falkland Islands [Malvinas].

En el siguiente artículo se indica que un residente puede solicitar permiso al Gobernador colonial para adquirir tierras, y a su vez el Gobernador podrá otorgar el permiso sujeto a condiciones a ser cumplidas si las considera necesarias o convenientes. La Ordenanza también aclara que no se otorga permisos a una persona a la «que no deba permitírsele radicarse en las islas».